# 马来西亚自力社会协会
马来西亚自力社会协会，简称自力社或DAYA，是马来西亚的非政府组织，由蔡添强成立并且推介于2020年7月25日。同样来自公正党的颜贝倪与陈记光也是该社成员。此外，原住民社运分子巴东尼律师与净选盟前主席安美嘉也加入该社。然而，推介礼当天亦有数名前公正党籍州议员的出席。
蔡添强否认自力社是其个人的政治平台，该社的成立是为了透过技职训练，强化社群关系，以帮助弱势和贫困阶层。

## 使命
1. 建设一个公平分享财富和资源的社会；
2. 强化凝聚力与和谐的社会关系，以打造一个团结进步的国家；
3. 确保可持续性发展，而不会对气候和环境造成破坏性影响；
4. 通过集体参与和鼓励更有效的志愿行动。[5]

## 白丝带行动
始于2021年，受到行动管制令期间民间发起的白旗运动所启发，白丝带行动致力于为低阶层群体（包括残疾人士、乐龄人士、单亲母亲及因疫情失去生计之人等）提供生活上的援助。白丝带行动为因疫情所困之人提供各种日常用品、干粮、尿布等。通过自力社官网，可申请以获得援助，亦可为白丝带行动提供资金上的资助。